# 루이 구에라

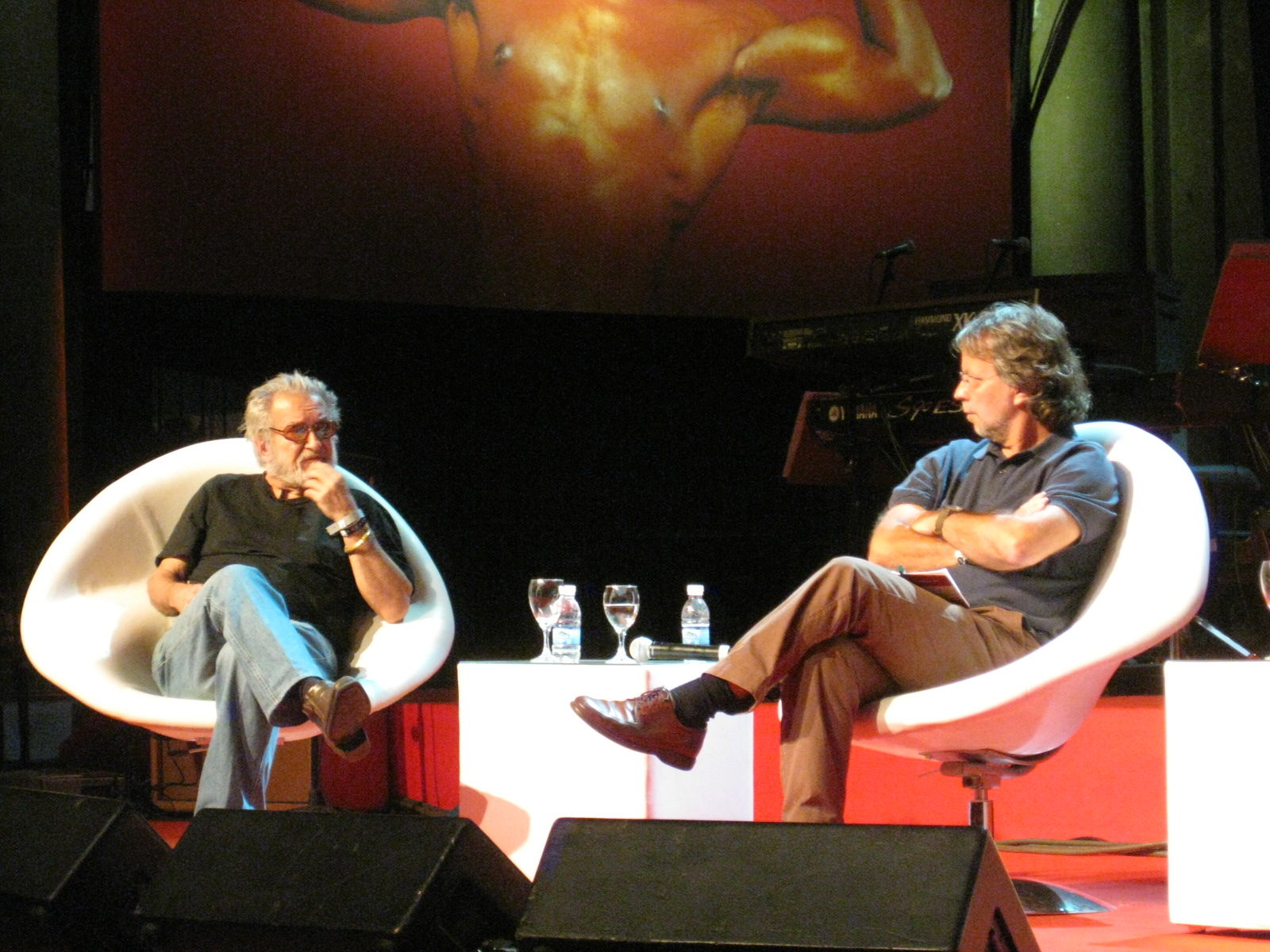

루이 구에라(포르투갈어: Ruy Guerra, 1931년 8월 22일 ~ )는 포르투갈 출신 브라질의 영화 감독, 각본가, 영상 편집자, 배우, 작곡가 겸 작사가이다.
마푸투에서 태어났다.

## 영화
- 인 피시즈 (2020년)
- 오블리비어스 메모리 (2015년)
- 모래의 집 (2005년) - 바스코 데 사 역
- 무에다, 메모리아 이 매서커 (1979년)
- 더 폴 (1978년)
- 아귀레 신의 분노 (1972년) - 우루수아 역
- 스위트 헌터스 (1970년)
- 건즈 (1964년)